# 国際マルチビジネス専門学校
国際マルチビジネス専門学校（こくさいマルチビジネスせんもんがっこう）とは、宮城県仙台市青葉区にある学校法人東杜学園が運営する私立専修学校である。

## 概要
トラベル、ホテル、ブライダル、販売、ファッション、英語の業界支援学園。学びながら働き実務を身につけるCEP制度を導入している。1年生全員参加の海外研修なども行われている。

## 沿革
- 1951年（昭和26年）4月 - 東北経理実務学校創立、開校。
- 1953年（昭和28年）2月 - 学校設置者変更認可により財団法人 東北経理実務学園に改称。
- 1963年（昭和38年）7月 - 学校法人変更認可により学校法人 東北経理実務学園となる。
- 1973年（昭和48年）10月 - 校名変更認可により東北経理専門学校に改称。
- 1994年（平成6年）3月 - 校名変更認可により東北情報経理専門学校に改称。
- 1997年（平成9年）3月 - 新校舎落成。
- 1997年（平成9年）4月 - 法人名・校名変更認可により学校法人 東杜学園 国際マルチビジネス専門学校が開校。

## 学科
- 国際観光学科（男女2年制）
  - トラベル専攻
  - エアポートビジネス専攻
  - トラベル外国語専攻
- 国際ホテル学科（男女2年制）
  - ホテル専攻
  - 料飲サービス専攻
  - ホテル外国語専攻
  - 夜間部（男女2年制）
    - 2019年に東北地方で初めて夜間部が新設された。
- ブライダルビジネス学科
  - ブライダル専攻
  - ブライダルスタイリスト専攻
  - ホテルウェディング専攻
- 販売ビジネス学科（男女2年制）
  - ショップビジネス専攻
  - ファッションビジネス専攻
  - ビジネス外国語専攻
- 総合英語学科（1年制、2年制）

## 施設紹介
| 7F                                                                              |
| ------------------------------------------------------------------------------- |
| 屋上ラウンジ                                                                    |
| 6F                                                                              |
| ワークショップ実習室 パソコン実習室 AXESS実習室 GLOVIA smart 実習室             |
| 5F                                                                              |
| 普通教室                                                                        |
| 4F                                                                              |
| 普通教室 トラベルカウンター実習室                                               |
| 3F                                                                              |
| 普通教室 ブライダル実習室                                                       |
| 2F                                                                              |
| ホテルシミュレーション総合実習室 バーカウンター ブライダル実習室 キャリア支援室 |
| 1F                                                                              |
| 受付ロビー                                                                      |

## アクセス
- JR東日本仙台駅から徒歩4分。

## 周辺
- イービーンズ
- ホテルモントレ仙台
- 仙台国際ホテル
- SS30
- イムス明理会仙台総合病院

など